# Neva Masquerade

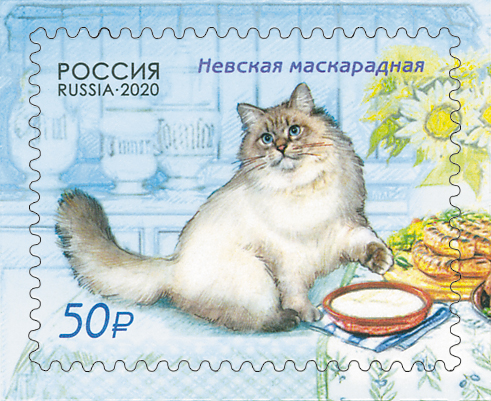
Neva Masquerade op een Russische postzegel uit 2020.

De Neva Masquerade is een ras of onderras van de langharige huiskat die zijn oorsprong kent in Rusland. Het is het zusterras of de colourpoint-variëteit van de Siberische kat, een eeuwenoud Russisch landras. Men gaat er vanuit dat de Neva Masquerade is ontstaan door het kruisen van de Siberische kat met ofwel Aziatische colourpoint (of daaraan verwante) katten, zoals de Siamees of Thai, of mogelijk met Perzische katten met een pointmarkering. Sommige kattenrasorganisaties classificeren de Neva Masquerade als een colourpoint-variëteit of onderras van de Siberische kat, terwijl anderen het als een apart (zuster)ras beschouwen. Ongeacht de classificatie worden alle Neva Masquerade-katten hedendaags selectief gefokt in een fokprogramma en geregistreerd met officieel stamboek bij minimaal een van de grote rasorganisaties onder de rasnaam Siberische kat of Neva Masquerade. Dit betekent dat alle Neva Masquerade-katten raskatten zijn met een officieel bekende en geregistreerde afstamming (stamboom) aan voorouders.
De colourpoint Neva Masquerade wordt gekenmerkt door zijn heldere zeeblauwe ogen en donkere pointmarkeringen. Het is een middelgroot tot groot en gespierd langharig ras met een volle vossenstaart. Afgezien van de duidelijke overeenkomsten met de Siberische kat, heeft de kat ook overeenkomsten met de Noorse boskat, en met andere colourpoint langharige rassen, zoals de Ragdoll, Heilige Birmaan en Himalayan (Perzische colourpoint).

## Etymologie
De term Neva Masquerade is afgeleid van de Neva, een rivier die stroomt door St. Petersburg, waar het ras zou zijn ontstaan.

## Geschiedenis

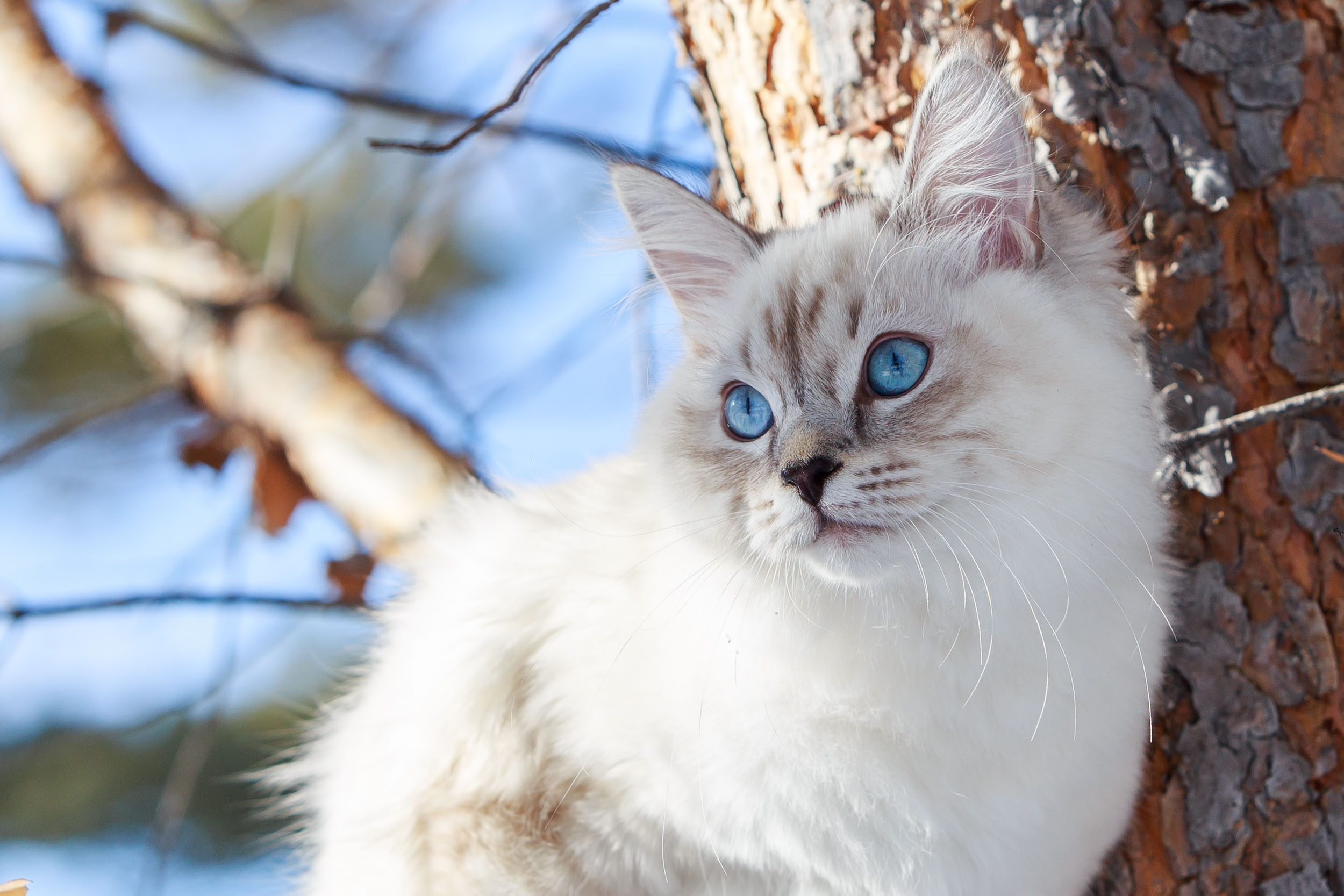
6 maanden oude seal lynx point Neva Masquerade kitten in een boom.

Het eeuwenoude Siberische kattenras komt voor in geschriften die dateren tot wel duizend jaar geleden, maar de colourpoint-variëteit verscheen pas in de jaren 70-80 van de 20e eeuw. Er wordt aangenomen dat Aziatische (of daaraan verwante) colourpoint-katten, of mogelijk pointed Perzen, op een natuurlijk manier of opzettelijk in het Siberische ras zijn gekruist om het populaire colourpoint-gen te creëren. Tijdens de introductie van de Siberische kat in West-Europese landen en de VS eind jaren 80, werden zowel de traditioneel gekleurde Siberen als de pointed Neva Masquerade-katten gepresenteerd. Het Siberische ras werd eind jaren 90 algemeen erkend door kattenliefhebbers, maar sommige rasorganisaties kozen ervoor om geen colourpoint-variëteiten in het Siberische ras te accepteren en maakten de Neva Masquerade tot een apart ras.
Als gevolge is de classificatie van de Neva Masquerade een veelbesproken discussieonderwerp onder fokkers, liefhebbers, organisaties en (inter)nationale stamboekregisters van de Siberische kat en Neva Masquerade. Sommige registers zoals TICA en CFA accepteren de Neva Masquerade point-markering als een natuurlijke vachtkleur binnen het Siberische ras. Ze zijn echter geclassificeerd als een apart ras, de Neva Masquerade, door andere rasorganisaties, zoals FIFé, WCF, CCA-AFC en ACF. In deze (inter)nationale registers heeft het Siberische ras de code [SIB], en wordt [NEM] gebruikt voor de Neva Masquerade.

## Beschrijving

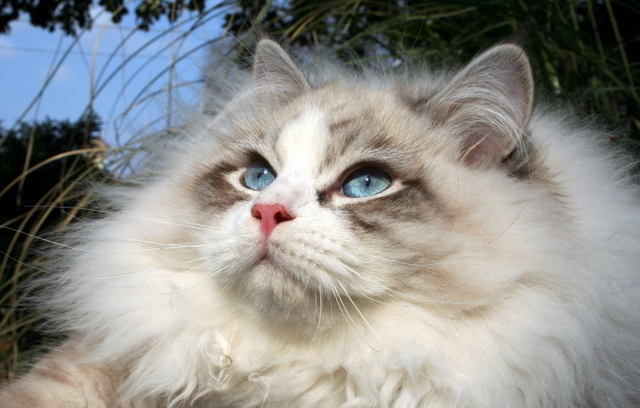
En volwassen kat met blauwe ogen en een seal lynx point met witte tekening.

De pointed Neva Masquerade heeft heldere zeeblauwe ogen en een lichte algehele vachtkleur met donkerdere effen of cyperse point-markeringen op zijn kop, benen en staart, vergelijkbaar met het vachtpatroon van de Siamees. De cyperse point-markering wordt bij katten lynx point genoemd. De effen of cyperse point-markering bestaat bij de Neva Masquerade in de kleuren:
- seal (bruin of zwart),
- blauw,
- rood,
- crème,
- schildpad (tortie),
- cyperse schildpad (torbie),
- zilver,
- goud.[1][5]

Deze markeringen kunnen zijn gemengd met elke hoeveelheid wit.

## Colourpoint-gen
De Neva Masquerade draagt hetzelfde colourpoint-gen (c.904G>A variant van het TYR gen) als de Siamees, dat ook te vinden is in de andere kattenrassen die verwant zijn aan de Siamees, namelijk de Heilige Birmaan, Himalayan (colourpoint Pers), Ragdoll en Toybob. Deze Siamese colourpoint-mutatie zorgt voor de duidelijke donkere point-markering en helderblauwe ogen in Neva Masquerade katten. De genenpool van de Sibeer en de Neva Masquerade kent grote overlap, aangezien de twee al vele jaren met elkaar worden gekruist. Met de opkomst van commerciële DNA-testen voor katten rond 2017, is er ook een betaalbare thuistest voor het vaststellen van de point-mutatie bij ouderkatten op de markt gekomen, waarmee fokkers zich specifiek kunnen richten op dragers van het populaire point-gen.

## Recent wetenschappelijk onderzoek
Hoewel de Neva Masquerade in veel opzichten lijkt op de Sibeer, bijvoorbeeld in zijn karakter en uiterlijk, hebben wetenschappelijke studies in de jaren 10-20 van de 21e eeuw toch duidelijke verschillen aangetoond tussen de twee in lichaamstaal, stemgeluid, en erfelijke kattenziektes.
Onderzoeken naar lichaamstaal en stemgeluid van de twee zusterrassen toonde aan dat in isolatie de Neva Masquerade-katten zich stressvoller en angstiger gedroegen in vergelijking met traditioneel gekleurde Siberische katten. Het stemgeluid van Siberen is verspreid over een breder energiespectrum dan bij Neva Masquerade’s. Dit resulteert waarschijnlijk in meer diverse geluiden in de Siberische kat.
Cystenieren (Polycystic kidney disease, PKD) is een erfelijke vorm van nierfalen bij katten, die veel voorkomt in Perzische katten. Deze erfelijke ziekte komt niet voor in de genenpool van traditionele Siberen, maar is wel gediagnosticeerd bij een Neva Masquerade-kater. Genetische analyse bij zijn verwanten bevestigde het erfelijke patroon van PKD in zijn stamboom. Hoe het colourpoint-gen terecht is gekomen in Siberen is onduidelijk, en sommigen geloven dat de Neva Masquerade is ontstaan door kruising van Siberen met pointed Perzische katten (Himalayans). Dit zou de aanwezigheid van PKD in dit ras kunnen verklaren. PKD moet worden meegenomen als een mogelijke oorzaak van chronisch nierfalen bij dit ras.
Deze verschillen tussen de twee zusterrassen zijn verrassend, omdat de twee door veel kattenliefhebbers als één en hetzelfde ras worden beschouwd. De meeste rasverenigingen staan in het stamboek toe dat de twee met elkaar mogen worden gekruist. Er is meer onderzoek nodig naar deze twee zusterrassen, aangezien deze studieresultaten nog maar het begin zijn van het onderzoek. Vooral de prevalentie van PKD in de Neva Masquerade-genenpool is zorgwekkend, aangezien het kruisen van de twee zusterrassen mogelijk ook PKD naar het Siberische ras zou kunnen verspreiden.

## Galerij

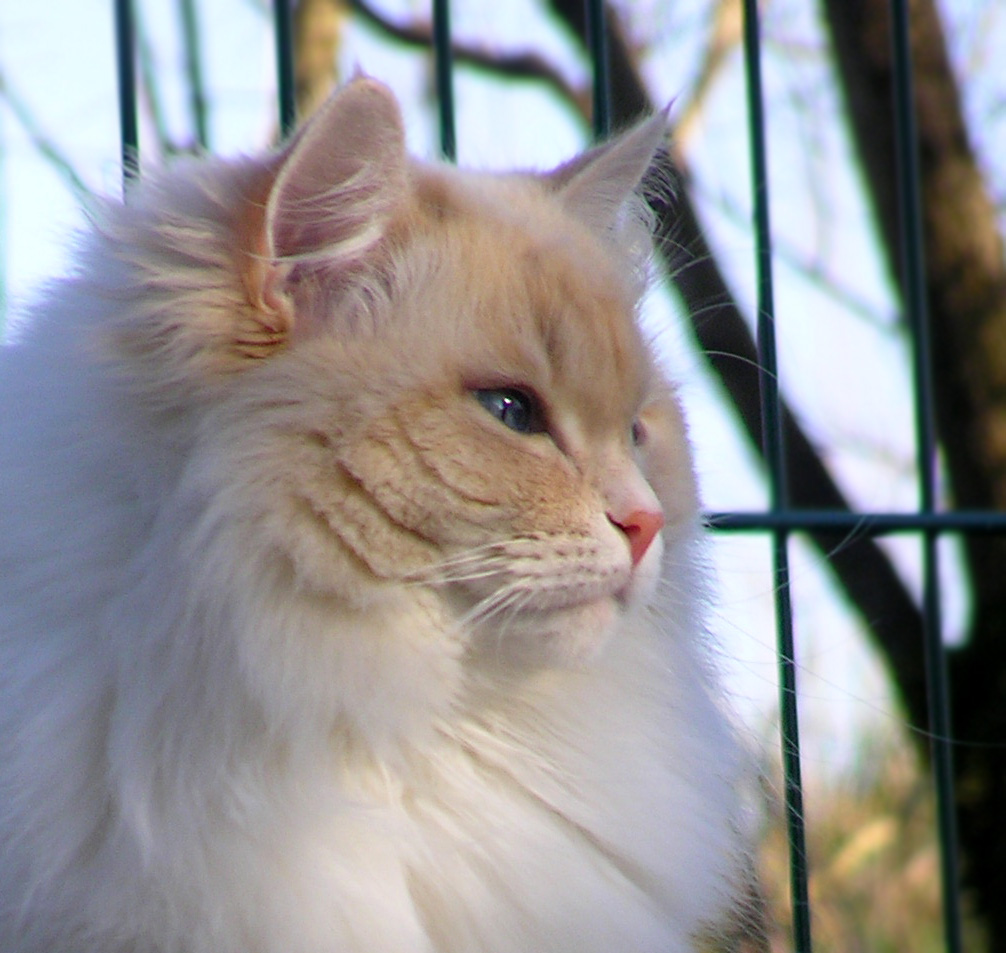
Crème lynx point kater, volwassen.
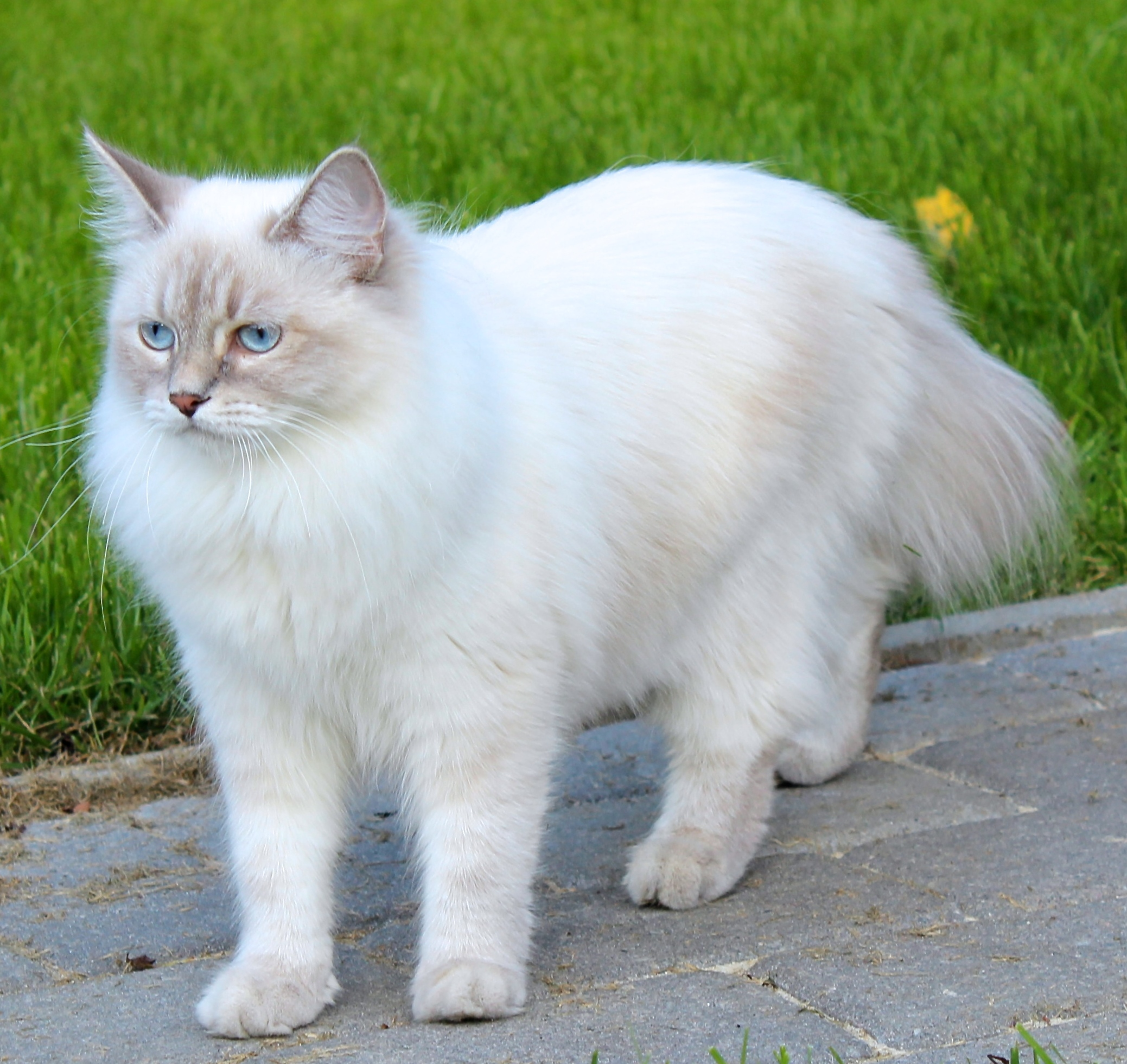
Blauwe lynx point, volwassen.
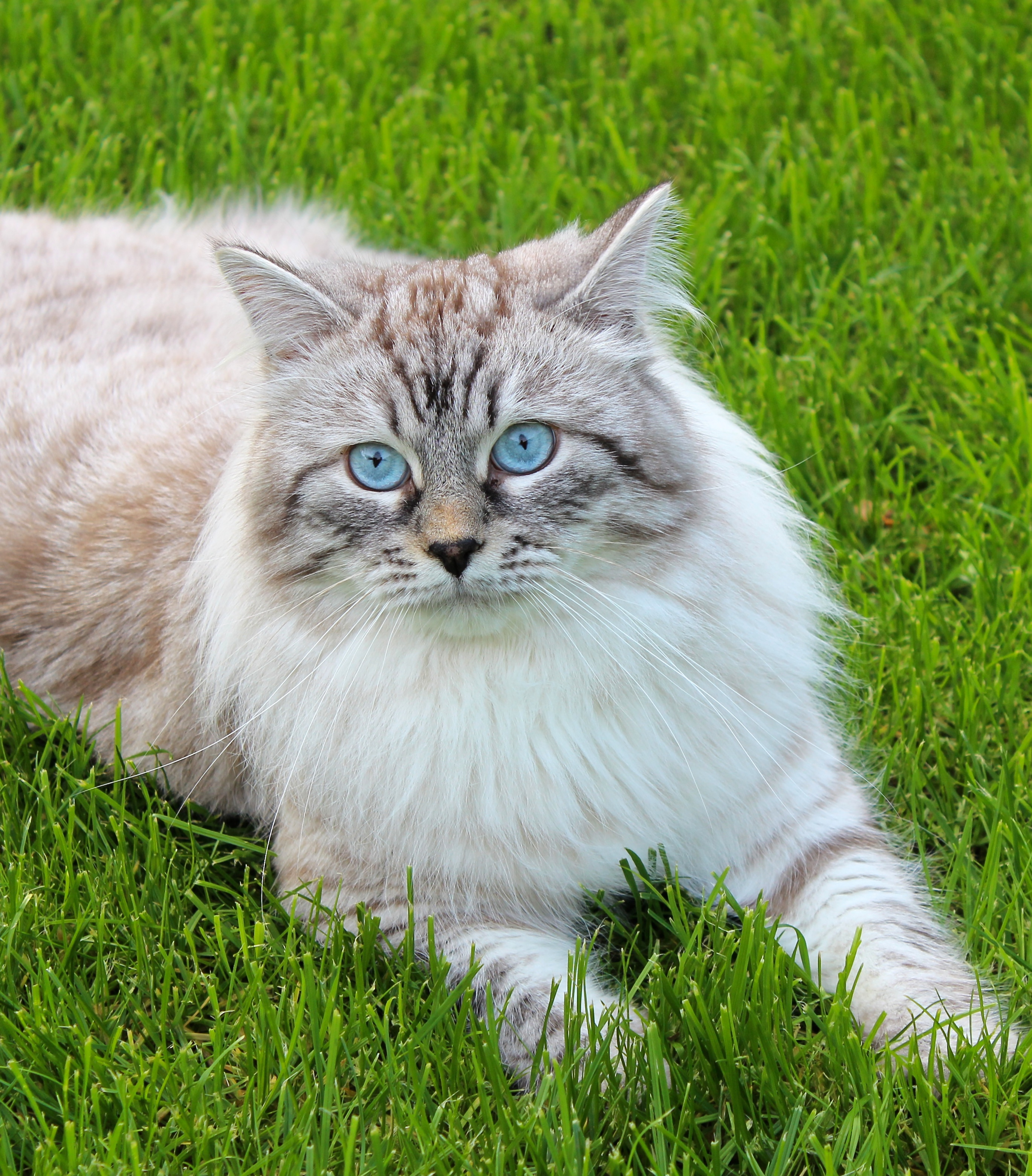
Seal lynx point, volwassen.
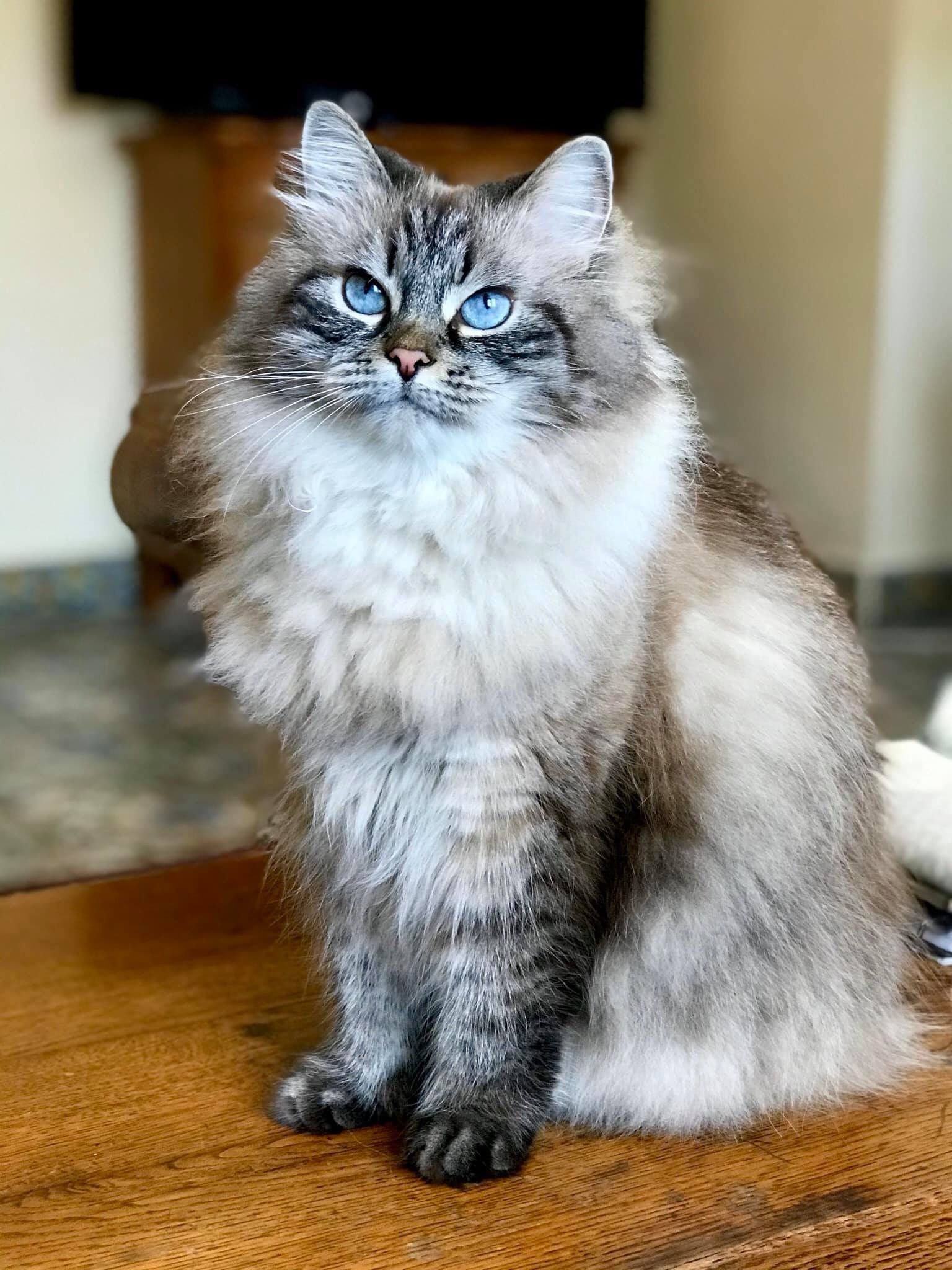
Seal lynx point poes, volwassen.
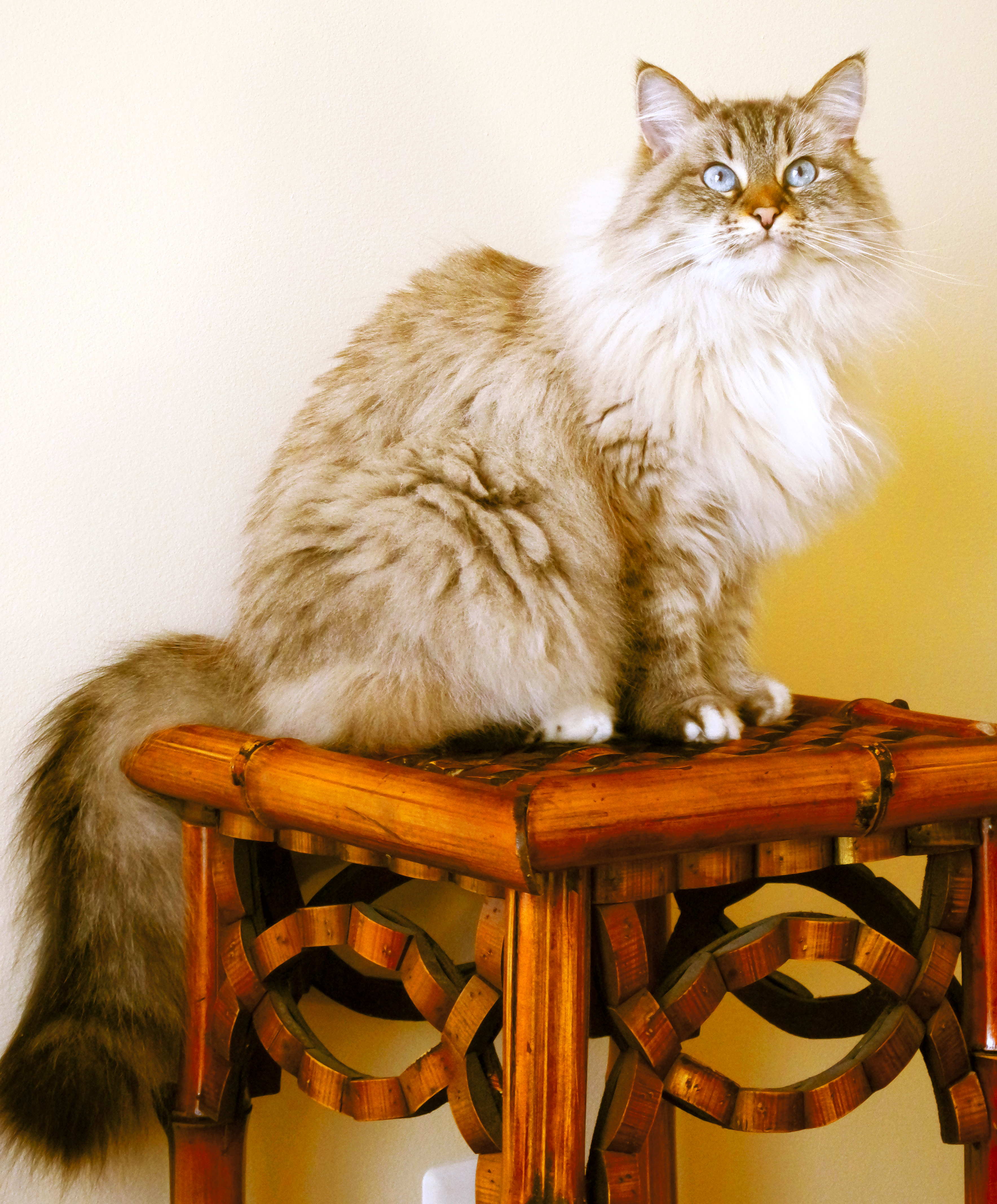
Vierjarige seal lynx point poes.
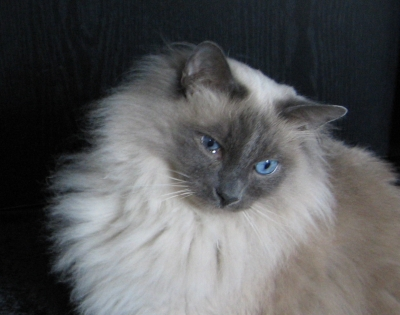
Volwassen kat met effen blauwe point-markering.
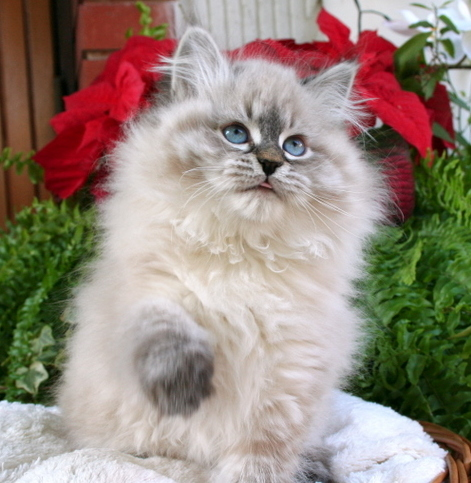
12 weken oude seal lynx point kitten.
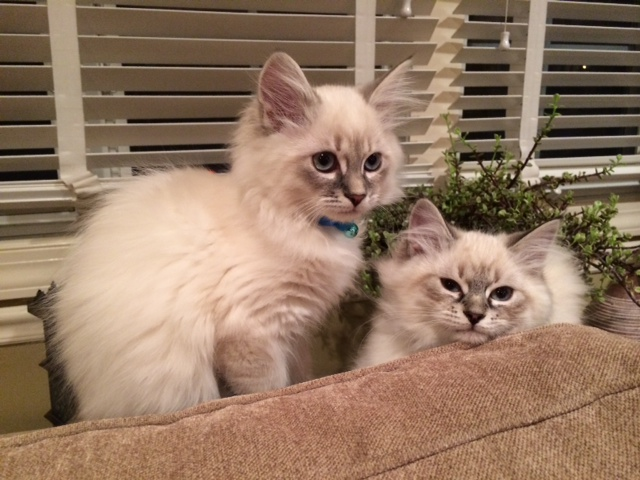
Twee 13 weken oude kittens; blauwe lynx point katertje (links) en seal lynx point poesje (rechts).